# 黄亭子 (丰台区)
黄亭子，是位于北京市丰台区大红门西南1公里处的一個地名，因傅子范（是死于1919年的前清官员）墓地（现在黄亭子宾馆院内，1984年列为丰台区文物保护单位。）有座黄色琉璃瓦顶的大型碑亭座而得名。1937年7月28日，赵登禹牺牲在此。